# Домінік Плехатий
Домінік Плехатий (чеськ. Dominik Plechatý, нар. 18 квітня 1999, Зволе, Чехія) — чеський футболіст, захисник клубу «Слован» (Ліберець).

## Ігрова кар'єра

### Клубна
Займатися футболом Домінік Плехатий почав у своєму рідному місті Зволе. У 2015 році він приєднався до клубної академії столичної «Спарти». З юнацькою командою якої брав участь у турнірі Юнацької ліги УЄФА. 10 лютого 2019 року у матчі чемпіонату країни проти «Богеміанс 1905» Плехатий дебютував на професійному рівні. Крім матчей чемпіонату країни, Плехатий зіграв кілька матчів у Лізі Європи в сезоні 2020/21.
Не маючи постійного місця в основі «Спарти», Плехатий часто грав в оренді. Він грав у клубах Вищого дивізіону Чехії «Яблонець» та «Млада Болеслав». 
Перед початком сезону 2021/22 захисник відправився в оренду до клубу «Слован» (Ліберець), де грав два сезони. Влітку 2023 року він повернувся до «Спарти», але орендний договір був одразу продовжений ще на рік. Після закінчення сезону 2023/24, Плехатий підписав контракт зі «Слованом» на постійній основі до 2027 року.

### Збірна
З 2016 року Домінік Плехатий виступав за юнацькі збірні Чехії.
У 2021 році у складі молодіжної збірної Чехії Плехатий брав участь у молодіжному чемпіонаті Європи в Угорщині і Словенії.